# Caroline Lizotte
Caroline Lizotte (née en 1969) est une harpiste et compositrice québécoise.

## Biographie
Caroline Lizotte découvre très tôt la harpe. Elle débute la composition dès son jeune âge et possède un important catalogue d’œuvres pour diverses formations.
Harpiste professionnelle, elle donne des concerts depuis les années quatre-vingt-dix. Plusieurs harpistes lui ont commandé des œuvres dont Judy Loman, Jennifer Swartz, Valérie Milot, Heidi Krutzen, Marta Power, Elizabeth Jaxon et Jasmine Hogan. Elle fonde en 1999 les éditions musicales Calyane. Certaines de ses pièces ont été imposées lors de concours internationaux. Tant en tant qu'harpiste que compositrice, Caroline Lizotte contribue depuis 30 ans à la popularisation de la harpe à l’international.

## Sélection d'œuvres
- 2019 : Stellar Sonata opus 51 pour harpe électroacoustique, a été créé à Paris[6]
- [Quand ?] : Concerto Techno opus 40[7]
- [Quand ?] : Odyssée, pour harpe[5]

## Discographie
- 2022 : Lizotte joue Lizotte[5]

## Récompenses
- Compositrice de l’année aux Prix Opus 2022[8],[9]